# Shurahbil ibn Hasana
Shuraḥbīl ibn Ḥasana (583 circa – 639) è stato un generale arabo (amīr) divenuto poi wali di una parte della Siria.

## Gioventù
Shurahbil, figlio di Hasana (nome di sua madre), ebbe origini kindite, ma il suo nasab era Shurahbil ibn ‘Abd Allah ibn Mutayyib ibn ‘Amr. Si qualificò come halif (alleato) – ma più probabilmente facente parte – del clan di Mecca dei Banu Zuhra, anche se legato ai Jumaḥ per via di un altro matrimonio contratto dalla madre. 
Shurahbil si convertì fin dai primi momenti all'Islam. Prese parte alla prima Egira in Etiopia. Operò nelle varie spedizioni organizzate dal Profeta Muhammad e partecipò attivamente alla battaglia del Yarmuk e alla conquista di Gerusalemme. 

## Attività militare
Durante il califfato di Abū Bakr Shurahbil combatté nelle guerre della ridda sotto Khalid ibn al-Walid. Dopo la vittoria musulmana nella battaglia di ‘Aqraba’ (nella Yamama), l'esercito arabo fu diviso in tre stuoli di 5000 o 7.000 uomini, ciascuno dei quali incaricato di agire militarmente nella Siria bizantina. Shurahbil fu posto al comando di uno di essi, come premio per la sua conquista dell'attuale Giordania (Balqā').
È impossibile sapere con esattezza se una parte delle conquiste della Palestina sia da attribuire a Shurahbil o a Yazid ibn Abi Sufyan, suo camerata nell'impresa. Nella loro marcia, si trovarono coinvolti nella conquista di due città: Sebastia e Néapolis (attuale Nablus; ma solo dopo la conquista di quest'ultima proseguirono insieme verso settentrione. La prima resistenza che fronteggiarono fu quella offerta dalle truppe di Teodoro, inviate da Eraclio perché sbarrasse la strada all'avanzata dei musulmani verso le regioni giordaniche e del Gaulanitis (attuale Golan). 
Shurahbil assunse il ruolo di comandante nella battaglia di Fihl (all'epoca chiamata Pellas), prendendo il posto che spettava a Khālid, comandante delle forze islamiche che operavano in Siria. Khalid si mise in marcia alla testa di un grande esercito, lasciando ad ‘Amr ibn al ‘Āṣ il compito di conquistare la Palestina e a Shurahbil ibn Hasana quello di assoggettare la Giordania. Queste campagne ebbero l'esito sperato e Abu Bakr assegnò a ciascun capitano una provincia: ad ‘Amr la Palestina e a Shurahbil la Giordania.
Dopo la morte di Abu Bakr, e l'ascesa di ʿOmar ibn al-Khaṭṭāb al Califfato, a Shurahbil fu dato l'onere di conquistare Tiberiade. Si ritrovò a combattere nelle campagne di Gerash (Gerasa), Qadar e della Palestina settentrionale, dove egli si distinse per i suoi ottimi rapporti coi suoi subordinati. 
Con la vittoria di Fihl, e poi di Tiberiade, le truppe di Shurahbil, insieme a quelle di Yazid, si impossessarono della ricca e fertile provincia del Jawlān (Golan), comprese le città di al-Jabiya e Nawa.

## Morte
Shurahbil morì nel 639 come il suo compagno d'armi Yazid, a causa della peste di Emmaus (in arabo ‘Amwas).